# Raymond Ozzie
Raymond Ozzie (20 novembre 1955) è un imprenditore statunitense del settore software che ha ricoperto le posizioni di Chief Technical Officer e Chief Software Architect presso Microsoft tra il 2005 e il 2010.
Prima di Microsoft, era meglio conosciuto per il suo ruolo nella creazione di IBM Notes (precedentemente Lotus Notes).
È cresciuto a Chicago, Illinois, per poi trasferirsi a Park Ridge, Illinois, diplomandosi alla Maine South High School nel 1973 dove, nel 1969, ha imparato a programmare su un mainframe GE-400 e un Olivetti-Underwood Programma 101.
Ha conseguito la laurea in informatica nel 1979 presso l'Università dell'Illinois a Urbana-Champaign, dove ha lavorato al sistema PLATO, e ha iniziato la sua carriera lavorativa presso Data General Corporation dove ha lavorato per Jonathan Sachs. Dopo aver lasciato Data General, Ozzie ha lavorato presso Software Arts per Dan Bricklin e Bob Frankston, i creatori di VisiCalc, su quel prodotto e su TK Solver. Poco dopo, è stato reclutato da Sachs e Mitch Kapor per lavorare per Lotus Development per sviluppare quella che divenne Lotus Symphony. Ozzie lasciò Lotus Development nel 1984 e fondò þþIris Associates per creare il prodotto successivamente venduto da Lotus come Lotus Notes, basato in parte sulla sua esperienza nell'uso del sistema di messaggistica di gruppo PLATO Notes. Iris Associates è stata acquisita da Lotus nel 1994 e Lotus stessa è stata acquisita da IBM nel 1995.
Ozzie ha lavorato lì per diversi anni prima di lasciare Groove Networks. Groove è stata acquisita da Microsoft nel 2005, dove Ozzie è diventato uno dei tre Chief Technical Officer. Quell'anno scrisse una nota interna di sette pagine e 5.000 parole, intitolata The Internet Services Disruption: "È chiaro che se non lo facciamo, la nostra attività come la conosciamo è a rischio ... Dobbiamo rispondere rapidamente e con decisione."
Il 15 giugno 2006, Ozzie ha assunto il ruolo di Chief Software Architect di Bill Gates.
Nell'ottobre 2008 Ozzie ha annunciato Microsoft Azure, il primo progetto emerso dai suoi laboratori di sviluppo avanzato incentrato su approcci nuovi e potenzialmente dirompenti al business di Microsoft. Il progetto, originariamente noto come "Red Dog", è stato guidato da Dave Cutler e Amitabh Srivastava. Nel gennaio 2009, un altro progetto emerso da questi laboratori, "Live Mesh", ha ricevuto un Crunchie Award per la migliore innovazione tecnologica. Nell'ottobre 2009 ha anche creato FUSE Labs (Future Social Experiences) all'interno di questa unità di sviluppo avanzato, concentrandosi sull'innovazione nelle esperienze sociali per dispositivi mobili e web.
Ozzie ha annunciato ufficialmente i suoi piani per dimettersi dal suo ruolo in Microsoft il 18 ottobre 2010  e il suo ultimo giorno è stato il 31 dicembre 2010. Nel 2011 ha contribuito a creare il Safecast senza scopo di lucro.
Nel gennaio 2012 Ozzie ha avviato Talko Inc., una società che fornisce app e servizi mobili per le comunicazioni dei team aziendali incentrati principalmente su quei ruoli in cui la voce è essenziale. Talko è stato lanciato nel settembre 2014. Ozzie ha detto che il nome "Talko" era inteso come un omaggio a Talkomatic, un popolare programma di chat di gruppo che ha sperimentato mentre lavorava al sistema PLATO negli anni '70. Ray ha venduto l'azienda a Microsoft nel dicembre 2015 con l'intento di portare le nuove funzionalità vocali e di produttività di Talko su Skype di Microsoft. 
Nel 2013, Ozzie è entrato a far parte del consiglio di amministrazione di Hewlett-Packard e continua a servire come direttore di Hewlett Packard Enterprise, è entrato a far parte del consiglio di amministrazione di Safecast nel 2017.
Nell'aprile 2020, Ray Ozzie ha raccolto 11 milioni di dollari per la sua nuova impresa, Blues Wireless, una società IoT che cerca di semplificare il collegamento di praticamente ogni dispositivo alla rete cellulare di AT&T per un prezzo iniziale stabilito, senza costi per l'utente.